# Bentley Brooklands (2007)

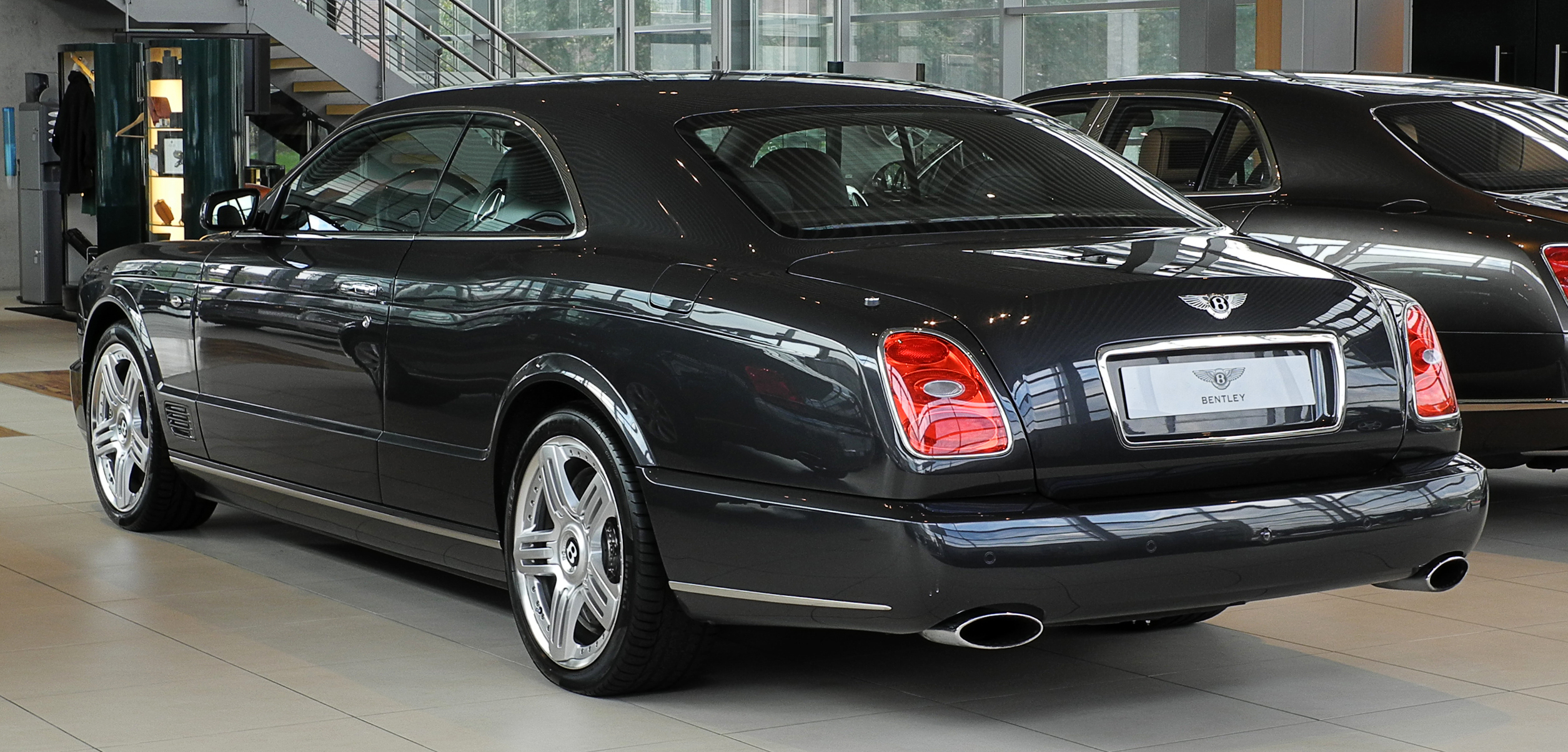
Heckansicht

Der Bentley Brooklands ist ein Coupé der Oberklasse, welches im Jahr 2007 auf dem Genfer Auto-Salon erstmals der Öffentlichkeit vorgestellt wurde. Es basiert auf dem Bentley Azure und stellt somit nicht den Nachfolger der von 1992 bis 1998 produzierten gleichnamigen Limousine dar. Die Zahl der Coupés wurde auf 550 Fahrzeuge limitiert, die ab Frühjahr 2008 ausgeliefert wurden.
Der Innenraum des Brooklands ist Bentley-typisch in Clubatmosphäre mit viel Wurzelholz, Chrom und Leder ausgestattet. Auf Wunsch war zudem eine Carbon-Keramik-Bremsanlage lieferbar. Der Mindestpreis für den Brooklands betrug 345.100 Euro.

## Technische Daten
| Daten                                       | Brooklands                   |                  |
| ------------------------------------------- | ---------------------------- | ---------------- |
| Bauzeitraum                                 | 2007–2011                    |                  |
| Motorart                                    | Ottomotor                    |                  |
| Motorbauart und Zylinderanzahl              | V8                           |                  |
| Motoraufladung                              | Biturbo                      |                  |
| Einbaulage                                  | Vorn längs                   |                  |
| Hubraum                                     | 6761 cm³                     |                  |
| Verdichtung                                 | 7,8:1                        |                  |
| max. Leistung                               | 395 kW (537 PS) bei 4000/min |                  |
| max. Drehmoment                             | 1050 Nm bei 3250/min         |                  |
| Antrieb                                     | Hinterradantrieb             | Hinterradantrieb |
| Getriebe                                    | 6-Gang-Automatikgetriebe     |                  |
| Höchstgeschwindigkeit                       | 296 km/h                     |                  |
| Beschleunigung, 0–100 km/h                  | 5,3 s                        |                  |
| Bremsweg, 100–0 km/h (kalt)                 | 36,5 m                       |                  |
| Bremsweg, 100–0 km/h (warm)                 | 37,3 m                       |                  |
| Kraftstoffverbrauch auf 100 km (kombiniert) | 19,5 l Super Plus            |                  |
| CO2-Emission (kombiniert)                   | 465 g/km                     |                  |
| Abgasnorm nach EU-Klassifikation            | Euro 5                       |                  |
| Grundpreis                                  | 345.100 €                    |                  |